# Generator (álbum de Bad Religion)
Generator   es el nombre del sexto álbum de la banda estadounidense de punk Bad Religion. Fue publicado en 1992.
Este es el primer álbum con el batería Bobby Schayer, quién reemplazó al batería anterior Pete Finestone, que dejó la banda en 1991 para concentrarse sólo en la banda The Fishermen, tras la grabación y el tour del álbum anterior Against the Grain.

## Listado de temas
| N.º | Título                   | Duración |  |
| 1.  | «Generator»              | 3:21     |  |
| 2.  | «Too Much to Ask»        | 2:45     |  |
| 3.  | «No Direction»           | 3:14     |  |
| 4.  | «Tomorrow»               | 1:56     |  |
| 5.  | «Two Babies In The Dark» | 2:25     |  |
| 6.  | «Heaven Is Falling»      | 2:04     |  |
| 7.  | «Atomic Garden»          | 3:10     |  |
| 8.  | «The Answer»             | 3:21     |  |
| 9.  | «Fertile Crescent»       | 2:08     |  |
| 10. | «Chimaera»               | 2:28     |  |
| 11. | «Only Entertainment»     | 3:12     |  |

| 2004 CD reissue bonus tracks |                                |          |  |
| N.º                          | Título                         | Duración |  |
| 12.                          | «Fertile Crescent» (Graffin)   | 2:18     |  |
| 13.                          | «Heaven Is Falling» (Gurewitz) | 2:18     |  |

La versión Remastered del álbum también incluye versiones de "Heaven Is Falling" y "Fertile Crescent" incluidas en el split 7" con Noam Chomsky emitido por Maximum Rock'N Roll en 1991; esto incluye a Pete Finestone en la batería, su última grabación con Bad Religion.
- Datos: Q1878349